# آشپزی مصری

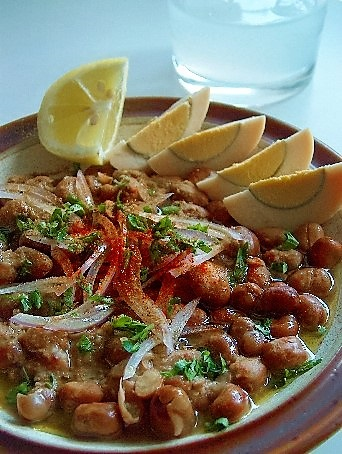
فول مدمس به‌همراه تخم‌مرغ آب‌پز، یکی از غذاهای محبوب مصری است.

آشپزی مصری مملو از حبوبات، سبزیجات و میوه‌هایی است که از دلتای رود نیل بدست می‌آید. غذاهایی چون برگ مو، شاورما، کباب و کوفته در آشپزی مصری و مناطق شرقی مدیترانه، اشتراک و تشابه‌های بسیاری با یکدیگر دارند. فول مدمس، باقلای کوبیده، کوشاری، عدس و پاستا و مولوخیا چند نمونه از غذاهای رایج مصری است.